# Comtat de Brunsvic
El Comtat de Brunsvic o Brunswick fou un comtat que existí dins del Ducat de Saxònia medieval des del segle ix fins a 1235, quan fou elevat a ducat, el Ducat de Brunsvic-Lüneburg.

## Evolució
El comtat es va consolidar a partir de les possessions de la casa dels Brunons, centrades a l'entorn de la ciutat de Brunsvic, i es va anar ampliant per les herències d'Enric el Gros de Northeim, als voltants de Northeim i Göttingen, i una part de l'herència dels Billung, les terres de Lüneburg, que van anar a parar a la casa de Welf el 1106. Quan es va produir la reorganització del ducat de Saxònia, l'any 1180, el comtat esdevingué independent de fet del ducat, car els nous ducs ascanis no van poder establir el seu control sobre ell. El 1203, els tres fills del duc Enric el Lleó van repartir-se el territori: Enric va rebre la part occidental incloent Hannover i Göttingen, Guillem va rebre les terres del voltant de Lüneburg i el rei Otó IV la zona de Braunschweig. La independència de Brunsvic va ésser reconeguda quan el comtat fou elevat a Ducat de Brunsvic-Lüneburg el 1235, el qual va mantenir la seva existència fins al 1918.

## Comtes

### Casa Brunona
- Brunó I (en el càrrec vers 936-972)
- Brunó II (fill), vers 972-1006
- Liudolf (fill, mort el 1038)
- Brunó III (fill, mort el 1057)
- Egbert I o Filbert I (fill, mort el 1068)
- Egbert II o Filbert II (fill, mort el 1090)
- Gertrudis I (germana (1090-1113), casada amb Entic el Gros, comte de Werra i en segones noces amb Lotari, comte de Supplimburg

### Casa de Northeim
- Enric el Gros (Enric I, mort el 1101)

### Casa de Süpplingenburg
- Lotari de Supplimburg (mort el 1137)
- Gertrudis II (filla), 1113-1138

### Casa de Welf
- Enric l'Orgullós o Enric II de Brunswick (mort el 1138) (duc de Saxònia 1137-1138, de Baviera 1126-1138, de Spoleto, marquès de Toscana, comte de d'Altdorf (1126-1138) i comte consort de Brunsvic (1137-1138)
- Enric el Lleó (deposat el 1180, mort el 1195) (duc Enric XII de Baviera, 1150-1180, duc Enric II de Saxònia, 1142-1180, comte Enric III de Brunsvic i Altdorf 1138-1195
- Enric IV de Brunsvic i comte palatí del Rhin, 1195-1227 (titulat nominalment Enric III de Saxònia)
  -     - Els altres fills d'Enric el Lleó reben diversos territoris: Otó IV, emperador del Sacre Imperi Romanogermànic el comtat de Poitou i el ducat d'Aquitània i serà regent de Luneburg (1213-1218) pel seu nebot Otó el Nen; i Guillem rep el comtat de Luneburg (1195-1213); una germana, Ines, es casa amb Otó II que fou comte palatí del Rhin i tronc de la casa bavaresa dels Wittelsbach.
- Otó el Nen (fill de Guillem de Luneburg, comte de Luneburg 1213-1252, hereta Brunsvic del seu oncle i regent, Enric IV, el 1227. Elevat a Duc el 1235). Va repartir els seus estats entre dos fills:
- Albert I el Gran (1252-1278), duc de Brunsvic-Brunsvic
- Joan I, duc de Luneburg o Brunsvic-Luneburg (1252-1277)

Per als governants en èpoques posteriors cal consultar el Ducat de Brunsvic-Lüneburg.